# Scipione Cobelluzzi
Scipione Cobelluzzi (Viterbo, 1564 – Roma, 29 giugno 1626) è stato un cardinale, archivista e bibliotecario italiano.

## Biografia
Scipione Cobelluzzi nacque a Viterbo da famiglia benestante: secondo il gesuita Angelo Galluzzi, che ne recitò l'orazione funebre, suo padre, di professione farmacista, divenne conservatore di Viterbo lo stesso giorno in cui nacque Scipione. Fu educato a Roma dai Gesuiti nel «Collegio Nardini» e studiò privatamente il greco con Niccolò Alemanni. Si laureò in utroque iure alla Sapienza di Roma e lavorò come legale dapprima presso il prefetto dell'Annona Alessandro Gloriero, poi come segretario del cardinale Girolamo Bernerio.
Sebbene non siano rimaste sue opere stampate, ebbe fama di uomo colto. Nel 1615 papa Paolo V lo nominò custode dell'Archivio di Castel Sant'Angelo e nel 1618, dopo la nomina a cardinale presbitero di Santa Susanna (17 ottobre 1616), fu nominato cardinale bibliotecario (17 febbraio 1618). In quest'ultima veste nel 1622 diresse Leone Allacci, che si era recato ad Heidelberg per il trasferimento, nell'acquisizione della Biblioteca Palatina.
Dopo la morte di Gregorio XV (8 luglio 1623), Cobelluzzi, giudicato appartenente al partito francese e con fama di «spirituale», fu uno dei maggiori candidati. In occasione di un pellegrinaggio religioso da Montecassino a Loreto si manifestò una gangrena a un braccio in seguito alla quale morì. È sepolto nella Chiesa di Santa Susanna alle Terme di Diocleziano in Roma.